# Хрэ
Хрэ (вьет. người Hrê), также хре, тямрэ, — один из 54 официально признанных народов Вьетнама, проживающий преимущественно на территории провинций Биньдинь и Куангнгай. Говорят на языке хрэ бахнарской группы мон-кхмерских языков.
Численность, согласно данным переписи 1999 года, 113 000 человек.